# Holzgerlingen
Holzgerlingen (pronunciación en alemán: /hɔlt͡sˈɡɛʁlɪŋən/ⓘ) es una ciudad alemana perteneciente al distrito de Böblingen de Baden-Wurtemberg.
A 31 de diciembre de 2015 tiene 12 635 habitantes.
Se conoce la existencia de la localidad desde el año 1007, cuando se menciona en un documento de Enrique II sobre la creación de la diócesis de Bamberg. Entre los siglos XII y XIV, perteneció a los condes palatinos de Tubinga hasta que en 1348 fue adquirido por Wurtemberg. En el siglo XX experimentó un importante crecimiento demográfico al extenderse hasta aquí las afueras meridionales del área metropolitana de Stuttgart, adquiriendo Holzgerlingen el estatus de ciudad en 1993.
Se ubica en la periferia meridional de la capital distrital Böblingen, en un pequeño valle ubicado entre dicha ciudad y el parque natural Schönbuch.